# Sistema astronómico de unidades
3El sistema astronómico de unidades, llamado formalmente «Sistema de constantes astronómicas de la IAU (1976)» (en inglés, IAU (1976) System of Astronomical Constants), es un sistema de unidades desarrollado para su uso en astronomía. Fue adoptado por la Unión Astronómica Internacional (UAI) en 1976, y ha sido ligeramente actualizado desde entonces. 
El sistema fue desarrollado debido a las diferentes dificultades en la medición y expresión de los datos astronómicos en el Sistema Internacional de Unidades (unidades SI), al tratar con magnitudes muy grandes. En particular, hay una enorme cantidad de datos muy precisos relativos a la posición de los objetos dentro del sistema solar que no pueden expresarse, o ser tratados de manera conveniente, en unidades del SI. A través de una serie de modificaciones, el sistema de unidades astronómico reconoce ahora explícitamente las consecuencias de la relatividad general, que es un complemento necesario para el Sistema Internacional de Unidades, a fin de tratar con precisión los datos astronómicos. 
El sistema de unidades astronómico es un sistema tridimensional, en el que están definidas las unidades de longitud, masa y tiempo. Las constantes astronómicas asociadas también fijan los distintos sistemas de referencia que son necesarios para informar sobre las observaciones. El sistema es un sistema convencional, en el que ni la unidad de longitud, ni la unidad de masa son verdaderas constantes físicas, y hay al menos tres medidas diferentes de tiempo. 
- Unidad astronómica de tiempo: día, definido como 86 400 segundos. 365.25 días constituye un año juliano.[1] En astronomía se utiliza el símbolo «D» para referirse a esta unidad.

- Unidad astronómica de masa: masa solar[1] es una forma estándar para expresar la masa en astronomía, utilizado para describir las masas de otras estrellas y galaxias. Es igual a la masa del Sol, lo que supone aproximadamente 333 000 veces la masa de la Tierra o 1048 veces la masa de Júpiter. El símbolo recomendado por la Unión Astronómica Internacional para esta unidad es («M⊙»).

{\displaystyle 1\ M_{\odot }=1.98892\times 10^{30}\ {\hbox{kg}}}

- Unidad astronómica de longitud (abreviada au, ua, AU o UA). Es una unidad de longitud utilizada en astronomía; por definición es igual a 149 597 870 700 m,[2] y que equivale aproximadamente a la distancia media entre el planeta Tierra y el Sol. Esta definición está en vigor desde la 28ª asamblea general de la Unión Astronómica Internacional del 31 de agosto de 2012, en la cual se dejó sin efecto la definición gaussiana usada desde 1976, que era «el radio de una órbita circular newtoniana y libre de perturbaciones alrededor del Sol descrita por una partícula de masa infinitesimal que se desplaza en promedio a 0.01720209895 radianes por día».[3]

El símbolo ua es el recomendado por la Oficina Internacional de Pesas y Medidas y por la norma internacional ISO 80000, mientras que au es símbolo admitido por la Unión Astronómica Internacional.También es frecuente ver el símbolo escrito en mayúsculas, UA o AU, a pesar de que el Sistema Internacional de Unidades utiliza letras mayúsculas solo para los símbolos de las unidades que llevan el nombre de una persona.

## Otras unidades de masa (no de la UAI)
Aunque no son unidades SI ni unidades de la UAI, a veces se utilizan en astronomía las siguientes unidades. 

### Masa de Júpiter
La masa de Júpiter (MJ), es la unidad de masa igual a la masa total del planeta Júpiter. Equivale a 1.8986 × 1027 kg. La masa de Júpiter se utiliza como comparación para describir las masas de gigantes gaseosos, como los planetas exteriores y de los planetas extrasolares. También se utiliza en la descripción de las enanas marrones. 
{\displaystyle M_{J}=1.8986\times 10^{27}{\hbox{ kg}}}

### Masa de la Tierra
La masa de la Tierra (ME) es la unidad de masa igual a la masa de la Tierra. 1 ME = 5.9742 × 1024 kg . La masa de la Tierra se utiliza a menudo como comparación para describir las masas de los planetas rocosos terrestres. La masa de la Tierra es 0.00315 veces la masa de Júpiter. 
{\displaystyle M_{E}=5.9742\times 10^{24}{\hbox{ kg}}}
|                   | Masa solar |
| ----------------- | ---------- |
| Masa solar        | 1          |
| Masa de Júpiter   | 1048       |
| Masa de la Tierra | 332 950    |

## Otras unidades astronómicas de distancia (no de la UAI)
Las distancias a las galaxias distantes no suelen ser citadas en unidades de distancia en absoluto, sino más bien en términos de desplazamiento al rojo. Las razones para esto son que la conversión de los corrimientos al rojo a distancias requieren el conocimiento de la constante de Hubble, que no fue medida con precisión hasta principios del siglo XXI, y que, a distancias cosmológicas, la curvatura del espacio-tiempo permite llegar a varias definiciones de distancia. Por ejemplo, la distancia definida como la cantidad de tiempo que tarda un haz de luz en viajar hasta nosotros es diferente de la distancia definida según el tamaño aparente de un objeto. 
Otras unidades de distancias usadas de forma más o menos informal, son las siguientes:
| Unidad                                               | Distancia                                                                           | Equivalente en km | Rango astronómico                         |
| ---------------------------------------------------- | ----------------------------------------------------------------------------------- | ----------------- | ----------------------------------------- |
| Kilómetro                                            |                                                                                     | 1.0               | Distancias a satélites artificiales       |
| Segundo luz                                          | 299 782.458 km                                                                      | 2.997 × 105       |                                           |
| Distancia lunar                                      | 384 400 km                                                                          | 3.84 × 105        | Distancias a objetos próximos a la Tierra |
| Radio solar                                          | 110 radios terrestres (696 000 km)                                                  | 6.96 × 105        |                                           |
| Minuto luz                                           | 17 987 547.48 km                                                                    | 1.7987 × 107      |                                           |
| Gigámetro                                            | 1 000 000 (mil millones) de metros                                                  | 1.0 × 106         |                                           |
| Unidad astronómica (au) radio de la órbita terrestre | 149 597 870.7 km                                                                    | 1.495 × 108       | Distancias planetarias                    |
| Spat (obsoleta, de spatium)                          | 1000 millones km                                                                    | 1.0 × 109         |                                           |
| Año luz                                              | 9 460 800 000 000 km (~ 9.46 billones de km)                                        | 9.4608 × 1012     | Distancias a estrellas cercanas           |
| Pársec                                               | Distancia a la que una unidad astronómica subtiende un ángulo de un segundo de arco | 3.08567 × 1013    | Distancias a estrellas cercanas           |
| Siriómetro                                           | 1 millón de au                                                                      | 1.495 × 1014      |                                           |
| Vega                                                 | 240 billones de km                                                                  | 2.40 × 1014       |                                           |
| Kilopársec                                           | 1000 pársecs                                                                        | 3.085 × 1016      | Distancias a escala galáctica             |
| Megapársec                                           | 1 millón de pársecs (3.3 millones de años luz)                                      | 3.085 × 1019      | Distancias a galaxias cercanas            |
| Gigapársec                                           | 1000 megapársecs (3300 millones de años luz)                                        | 3.085 × 1022      | Distancias a cuásares y galaxias lejanas  |

## Otras unidades astronómicas
También se emplean algunas unidades complementarias, como el Jansky, que mide el Brillo.